# 大連立 (ドイツ)
ドイツ連邦共和国での大連立（だいれんりつ・Große Koalition)とは、中道右派政党である キリスト教民主同盟・キリスト教社会同盟(CDU/CSU)と中道左派政党である社会民主党(SPD)の間の連立政権を指す。

## 概要
- 左:社会民主党のロゴ
- 右:キリスト教民主・社会同盟のロゴ

ドイツでは一度を除き、全ての選挙において一つの党が単独過半数を得た事は歴史上ないので、政権を樹立するためには連立が必要である。そこで、通常は議会第一党となった政党（CDU/CSU、またはSPD）が自由民主党(FDP)や緑の党などの中規模政党と交渉を行い、連立政権を組んで議会の過半数を獲得する。右派のCDU/CSUと左派のSPDは政治的に対立しており、通常は連立を組むことはない。しかしもし連立交渉が上手く行かなかったり、中小政党と連立を組んでも過半数が獲れないなど連立政権が組めない場合に限りCDU/CSUとSPDの2党による大連立が行われている。
過去にはキージンガー内閣、第1次メルケル内閣、第3次メルケル内閣、第4次メルケル内閣と発足が予定されているメルツ内閣の5度、そのような連立が成立している。

## キージンガー政権

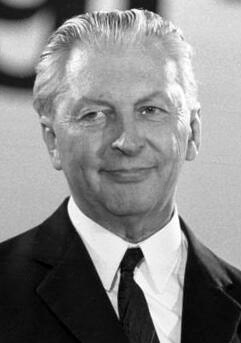
キージンガー

1966年から1969年の間、 CDU/CSU主体の連立政権が崩壊する政治的危機の中、CDU/CSUとSPDの間で増税などに関する政策の合意が成り立ったことで西ドイツ初の大連立が成立し、キリスト教民主同盟・キリスト教社会同盟（CDU/CSU）とドイツ社会民主党（SPD）の間の大連立、キージンガー政権が樹立した。
この時期、非常事態法案などの懸案を可決することができたが、これらは学生らの反発を呼び、1968年に大規模な学生運動が起きるきっかけになった。これを機に政権担当能力を得た社会民主党は1969年に自由民主党(FDP)とのヴィリー・ブラント連立政権を成立させ、大連立は解消した。

## メルケル政権

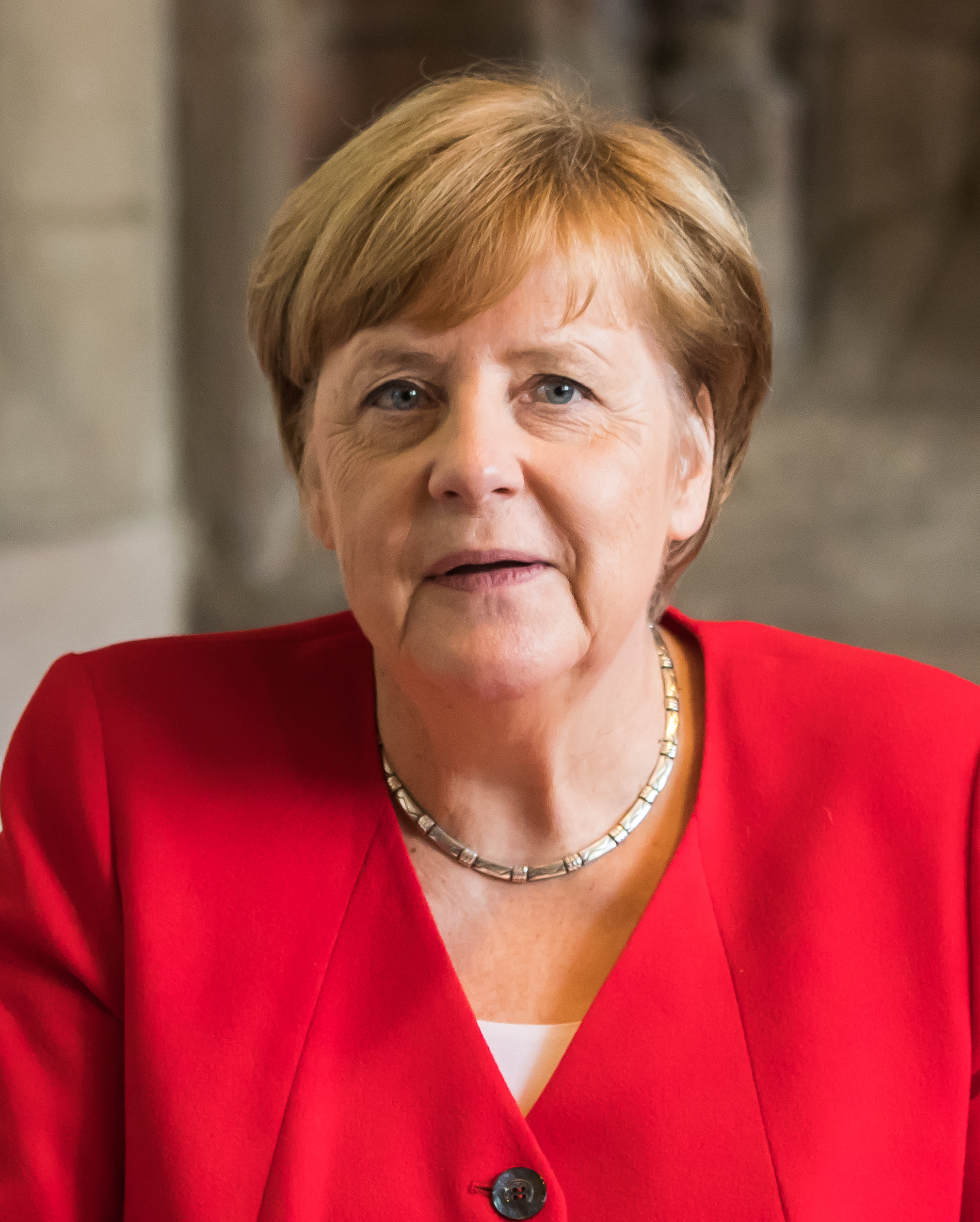
メルケル

アンゲラ・メルケルは3度(第1・3・4次内閣)社会民主党と大連立を組んだ事がある。

### 第1次メルケル内閣
総選挙の結果、CDU/CSUとSPDの双方とも支持を失い議席を減らしてしまったので、CDU/CSUおよびFDPを主体とする連立やSPD主体の連立ではどちらも多数派を握ることができなかったほか、SPDと左派の連立交渉が極左勢力の扱いをめぐって難航した。CDU/CSUとSPDは、公開的な政策協議を行いながら政権運営するという大連立提案で合意し、2005年と 2009年の間、キリスト教民主同盟・キリスト教社会同盟（CDU/CSU）とドイツ社会民主党（SPD）の間の大連立である第1次メルケル内閣が発足した。この大連立は2009年の総選挙でCDU/CSUが単独第一党となり、連立相手をFDPと組み替えるまで続いた。

### 第3次メルケル内閣
総選挙の結果、CDU/CSUは議席を伸ばしたものの僅か6席過半数には届かず、また連立相手のFDPは惨敗して全議席を失ってしまった。一方、SPDも議席を伸ばしたが、SPD・同盟90/緑の党は左翼党とは連立を組まないことを表明しており、中道右派のCDU/CSUが、中道左派のSPDよりも左派的な緑の党や極左勢力を含んでいる左翼党と連立を組むということも政策的に不可能であった。このためCDU/CSUとSPDが再び大連立を組むこととなり、キリスト教民主同盟・キリスト教社会同盟（CDU/CSU）とドイツ社会民主党（SPD）の間の大連立、第3次メルケル内閣が発足した。この内閣は2022年3月まで続いた。

### 第4次メルケル内閣
2017年ドイツ連邦議会選挙では連立与党が議席を大きく減らした。一旦SPDは連立離脱を表明したものの、中小政党との連立交渉が難航し、党員投票を経て、キリスト教民主・社会同盟と社会民主党との4度目の大連立となった。しかし、右派のキリスト教民主・社会同盟と左派の社会民主党方針が異なることで対立が生まれ、メルケル首相は苦境に陥り、。
2021年ドイツ連邦議会選挙ではSPDが第一党となりCDU/CSUは第二党に転落した。SPD・緑の党・FDPの信号機連立樹立によりショルツ内閣が誕生し、大連立は解消された。 

## メルツ政権

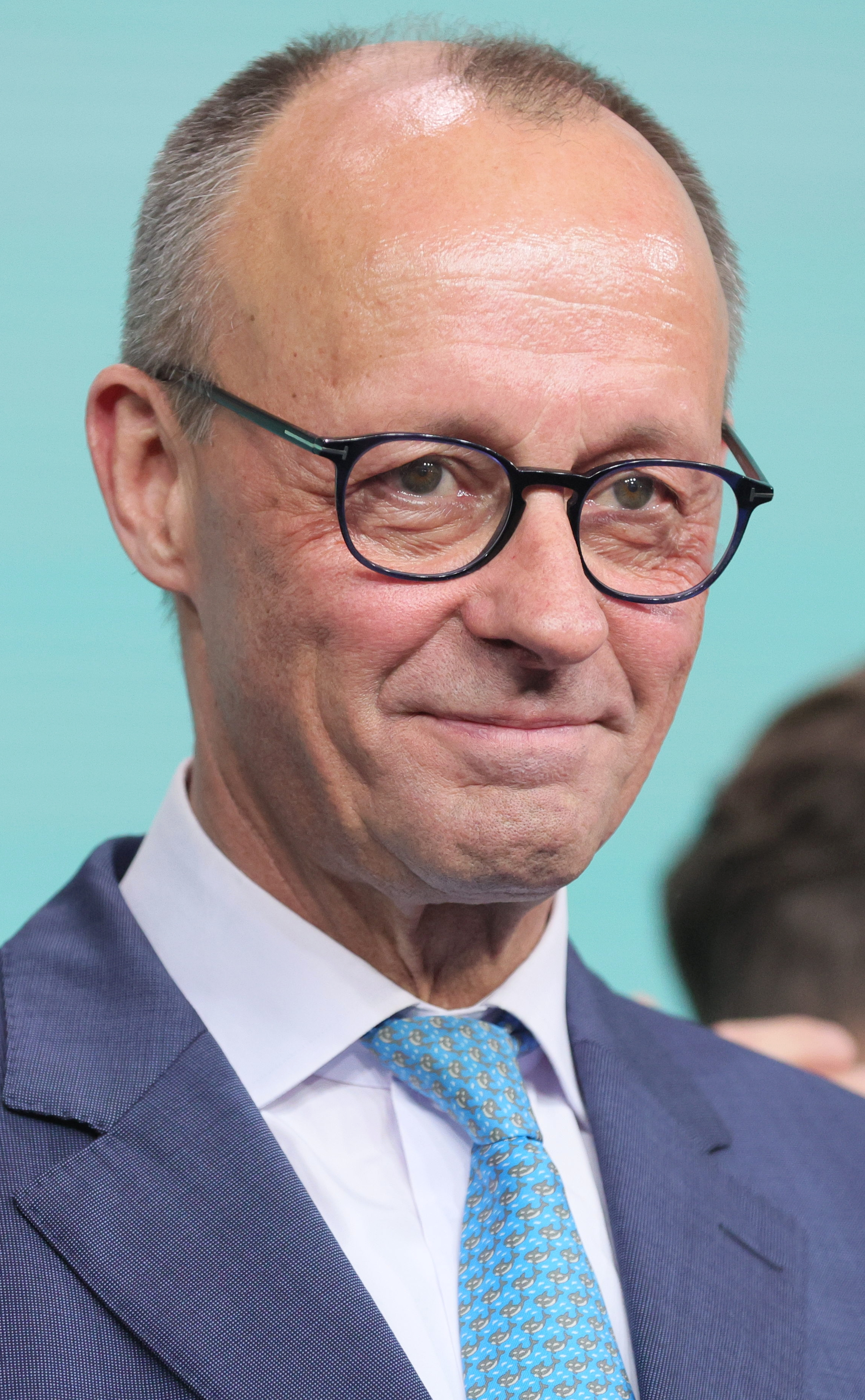
メルツ

2025年2月23日に執り行われたドイツ連邦議会選挙でキリスト教民主・社会同盟（CDU/CSU）が第一党となったが、どの政党も過半数には届かなかったため、連立が必要となった。
ただ、第二党へ躍進した極右政党・ドイツのための選択肢（AfD）との連立はどの政党も拒んでいたことに加え、交渉が比較的容易である二党のみの連立が可能だったのはキリスト教民主・社会同盟と社会民主党（SPD）による枠組みだけだった背景から、大連立が検討されたのである。
大連立交渉は2025年2月28日に始まり4月9日に終結。CDU/CSUの首相候補であったフリードリヒ・メルツ主導のメルツ内閣は5月6日に発足した。社会民主党は第二党ではないため、このケースは厳密には大連立とはならないが、歴史的背景から大連立と呼ばれている。

## 州政府での使用
ドイツでは、州でも大抵政権を樹立するには連立が必要である。そのため、CDU/CSUとSPDの大連立は連邦州でも使用されている。使用している州政府は以下の通りである:
- ベルリンのカイ・ウェグナー内閣 (CDU主導)
- ヘッセン州の第2次ボリス・ライン内閣 (CDU主導)
- ザクセン州の第3次ミヒャエル・クレッチマー内閣 (CDU主導)